# Kraljevina Škotska
Kraljevina Škotska (škotski: Kinrick o Scotland; škotski gaelski: Rìoghachd na h-Alba; norn: Kongungdum Skotland; eng. Kingdom of Scotland) bila je suverena država u Zapadnoj Europi za koju se tradicionalno kaže da je osnovana 843. godine. Njezini teritoriji širili su se i smanjivali, a zauzela je sjevernu trećinu otoka Velike Britanije, uspostavljajući kopnenu granicu prema jugu s Engleskom. Pretrpila je mnoge invazije Engleza, ali je pod Robertom Bruceom vodila uspješne Ratove za nezavisnost i ostala nezavisna država tijekom kasnijeg srednjeg vijeka. Nakon norveške aneksije Hebrida i Sjevernog otočja (1266. i 1472.) te engleskog zauzimanja kraljevskog grada Berwicka (1482.), teritorij Kraljevine Škotske odgovarao je teritoriju današnje Škotske (ograničenoj Sjevernim morem na istoku, Atlantskim oceanom na sjeveru i zapadu te Sjevernim kanalom i Irskim morem na jugozapadu). Godine 1603., Jakov VI. postao je kralj Engleske, pridruživši Škotsku Engleskoj u personalnoj uniji. Godine 1707., za vrijeme vladavine kraljice Ane, Škotska i Engleska ujedinile su se u Kraljevstvo Velike Britanije prema odredbama Zakonima o Uniji.
Kruna je bila najvažniji element vlasti. Škotska monarhija u srednjem vijeku bila je uglavnom putujuća institucija, prije nego što se Edinburgh u drugoj polovici 15. stoljeća razvio kao glavni grad. Kruna je ostala u središtu politike i u 16. stoljeću se pojavila kao glavno središte izlaganja i umjetničkog pokroviteljstva, sve dok nije efektivno raspuštena Unijom Kruna (1603.). Škotska kruna usvojila je konvencionalne urede zapadnoeuropskih monarhijskih država tog vremena i razvila Tajno vijeće i velike državne urede. Parlament se također pojavio kao glavna pravna institucija, stekavši nadzor nad oporezivanjem i politikom, ali nikada nije bio središnji parlament u nacionalnom okruženju. U ranom razdoblju, škotski su kraljevi ovisili o velikim lordovima (mormaerima i toísechima), ali su tijekom vladavine Davida I. uvedeni su tzv. »šerifati«, koji su omogućili izravniju kontrolu i postupno ograničili moć velikih gospodstava. U 17. stoljeću osnivanje mirovnih sudaca i povjerenika za opskrbu pomoglo je u povećanju učinkovitosti lokalne uprave. Kontinuirano postojanje dvorskog baruna i uvođenje kirk sesija pomoglo je u učvršćivanju moći lokalnih lairda.
Škotski zakon razvio se u srednjem vijeku te je reformiran i kodificiran u 16. i 17. stoljeću. Pod Jakovom IV., pravne funkcije vijeća su racionalizirane, a sud se svakodnevno sastajao u Edinburghu. Godine 1532. osnovano je pravosudni koledž, koje je dovelo do obuke i profesionalizacije odvjetnika. David I. je prvi škotski kralj za kojeg se zna da je proizveo vlastiti novac. Godine 1603. škotska funta bila je fiksirana na samo jednu dvanaestinu vrijednosti engleske funte. Banka Škotske izdavala je novčanice funte od 1704. godine. Škotska valuta ukinuta je Zakonima o Uniji (1707.), međutim, Škotska je sve do danas zadržala svoje jedinstvene novčanice.
Geografski gledano, Škotska je podijeljena na Visočje, Otoke i Nizinu. Gorja su imala relativno kratku vegetacijsku sezonu, koja je bila još kraća tijekom Malog ledenog doba. Populacija Škotske na početku Crne smrti bila je oko 1.000.000, a do kraja kuge bila je samo 500.000; povećala se u prvoj polovici 16. stoljeća, dosegnuvši otprilike 1.200.000 do 1690-ih. Značajni jezici u srednjovjekovnom kraljevstvu uključivali su galski, staroengleski, staronordijski i francuski, ali do ranog modernog doba srednjoškotski je počeo dominirati.
Kršćanstvo je došlo u Škotsku u 6. stoljeću, a u normanskom razdoblju škotska crkva doživjela je niz promjena koje su dovele do novih redovničkih redova i organizacije. Tijekom 16. stoljeća Škotska je prošla kroz protestantsku reformaciju koja je stvorila pretežno kalvinističku nacionalnu crkvu. Došlo je do niza vjerskih prijepora koji su rezultirali podjelama i progonima. 
Škotska kruna razvila je pomorske snage u raznim trenucima svoje povijesti, ali se često oslanjala na privatne brodove i borila se u obrani. Kopnene snage koncentrirane su oko velike zajedničke vojske, ali su usvojile europske inovacije iz 16. stoljeća, a mnogi su Škoti služili Engleskoj kao plaćenici i kao vojnici.

## Začetci
Od 5. stoljeća pa nadalje, sjeverna Britanija bila je podijeljena na niz malih kraljevstava. Četiri najvažnija od njih bili su Pikti na sjeveroistoku, Škoti iz Dalriade na zapadu, Briti iz Stratklajda na jugozapadu i anglosaksonsko kraljevstvo Bernicija, koje se ujedinilo s Deirom u Kraljevstvo Northumbriju (653.) na jugoistoku, protežući se u današnju sjevernu Englesku. Godine 793. započeli su žestoki vikinški pohodi na samostane (poput onih u Ioni i Lindisfarnu), stvarajući strah i pomutnju diljem kraljevstava sjeverne Britanije. Orkneyski otoci, Shetlandsko otočje i Vanjski Hebridi na kraju su pripali Vikinzima. Te su prijetnje možda ubrzale dugotrajni proces galizacije piktskih kraljevstava, koja su usvojila galski jezik i običaje. Došlo je i do spajanja galskih i piktskih kraljevstava, iako povjesničari raspravljaju o tome je li to bilo piktsko preuzimanje Dalriade ili obrnuto. To je kulminiralo usponom Kennetha I. MacAlpina kao »kralja Pikta« 840-ih (tradicionalno datirano 843.), koji je doveo na vlast dinastiju Alpin. Kada je umro kao kralj udruženog kraljevstva 900. godine, jedan od njegovih nasljednika, Donald II., bio je prvi čovjek koji je nazivan rí Alban.
Latinski izraz Scotia sve se više koristio za opisivanje središta tih kraljeva (sjeverno od rijeke Forth), a na kraju se cijelo područje pod kontrolom njegovih kraljeva nazivati Škotska. Duga vladavina (900. – 942./943.) Donaldovog nasljednika Konstantina II. često se smatra ključnom za formiranje Kraljevine Albe/Škotske, a kasnije mu se pripisuje dovođenje škotskog kršćanstva u sklad s Katoličkom Crkvom.